# Надзари, Бартоломео
 Бартоломео Надзари  (итал. Bartolomeo Nazari; 31 мая 1693, Клузоне (Бергамо), Ломбардия — 24 августа 1758, Милан) — итальянский живописец и гравёр академического направления венецианской школы периода барокко.

## Биография
Бартоломео родился в семье художников, был четвёртым из шести братьев и сестёр; в возрасте шести лет он потерял мать, которая умерла при родах, а в пятнадцать лет также потерял отца. Однако семейные связи позволили ему пройти обучение у живописца Витторе Джузеппе Гисланди, известного под прозванием фра (брат) Гальгарио. Благодаря материальной поддержке Вентуры Фанзаго, в семнадцатилетнем возрасте юноша смог поехать в Венецию, где записался в ученики к Анджело Тревизани, а затем стал помощником Франческо Тревизани и Бенедетто Лути.
Около трёх лет Бартоломео работал в Риме, затем вернулся в столицу лагуны. Здесь он смог наладить важные отношения с местной аристократией, что позволило ему получить большое количество заказов. «Его основная деятельность заключалась в создании хорошо законченных портретов, нечто среднее между искусством Себастьяно Риччи и Джованни Баттиста Пьяццетты».
Он работал в собственной мастерской вместе с двумя детьми, Надзарио и Марией Джакоминой, которым передал свои навыки рисунка и живописи. С 1756 года был членом Венецианской академии. В последние годы он переехал в Геную, затем в Милан, где и скончался «от кровотечения» в 1758 году.

## Творчество
Бартоломео Надзари был знаменитым портретистом своего времени. Он создал множество живописных произведений с изображением выдающихся личностей, причём не только Венеции и Бергамо, двух городов, в которых он работал больше всего. Основные из них — это те, что изображают Каналетто, Франческо Коррера, кардинала Винченцо Керини, прокуроров Альвизе Мочениго, Николо Веньера, Дзаккарию Канала и Лоренцо Морозини. Особенно известен конный портрет маршала Иоганна Матиаса фон дер Шуленбурга, выполненный в натуральную величину. Выделяются также портреты бергамских аристократов, принадлежащих семьям Анджелини, Рота и Галлициоли, а также графа Джакомо Каррара. В 1744 году Надзари был во Франкфурте, где написал портрет императора Карла VII.

## Галерея

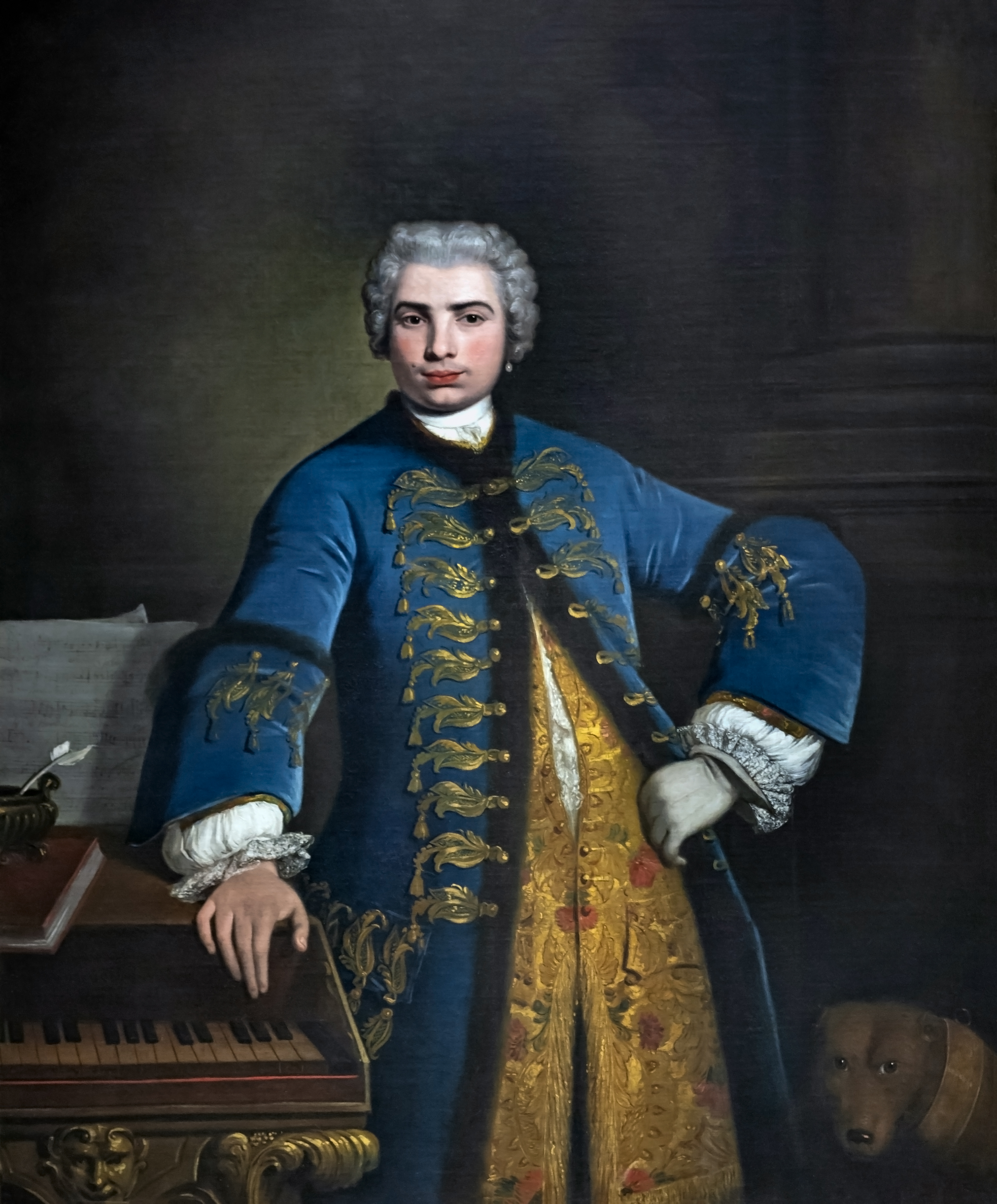
Портрет Фаринелли. 1734. Холст, масло. Королевский колледж музыки, Лондон
Портрет Джанринальдо Карли-Рубби. 1749. Холст, масло. Ка-Реццонико, Венеция
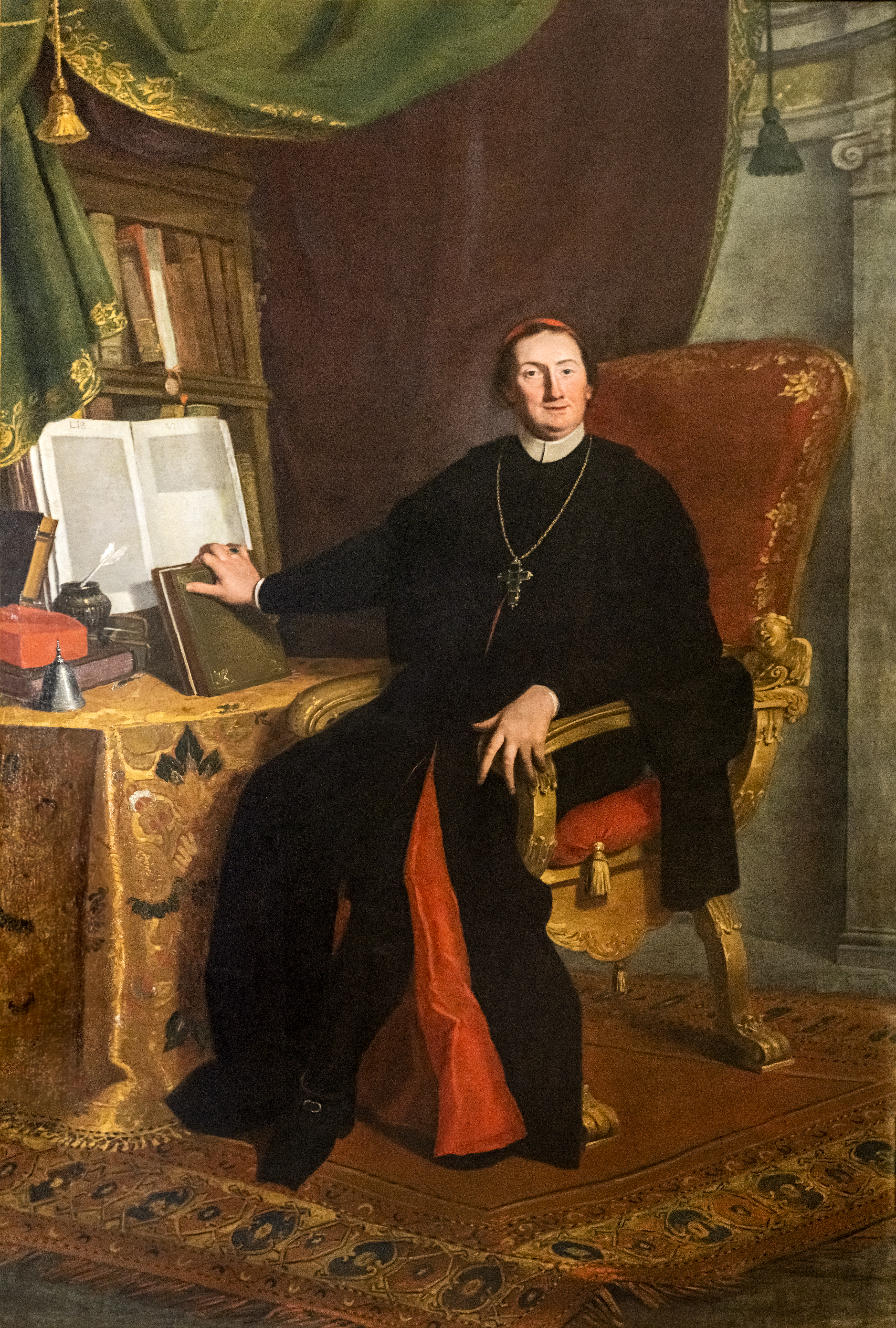
Портрет кардинала Анджело Мария Кверини. После 1726 г. Холст, масло. Палаццо Кверини-Стампалия, Пинакотека, Венеция
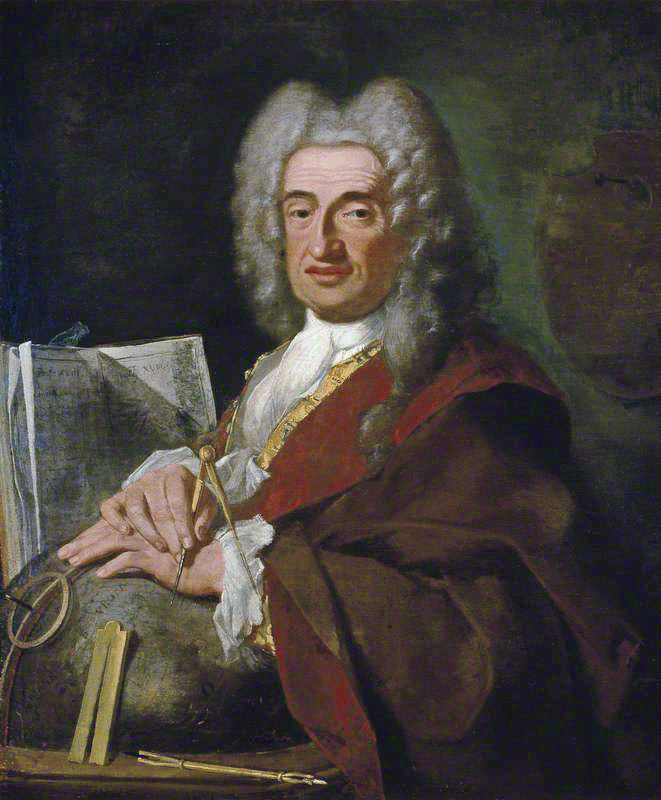
Лука Карлеварис. Ок. 1724 г. Холст, масло. Музей Эшмола, Оксфорд
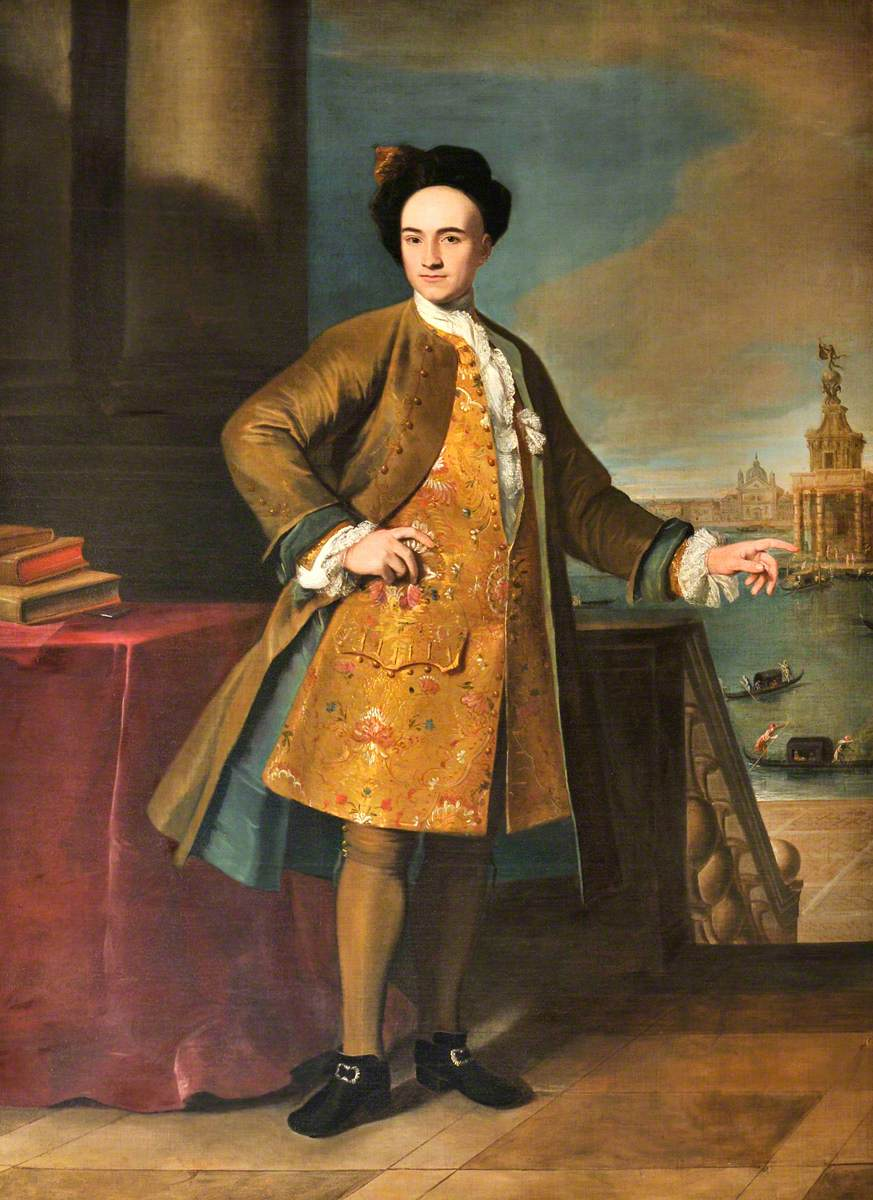
Сэмюэл Эгертон. 1732. Холст, масло. Национальный фонд, Англия
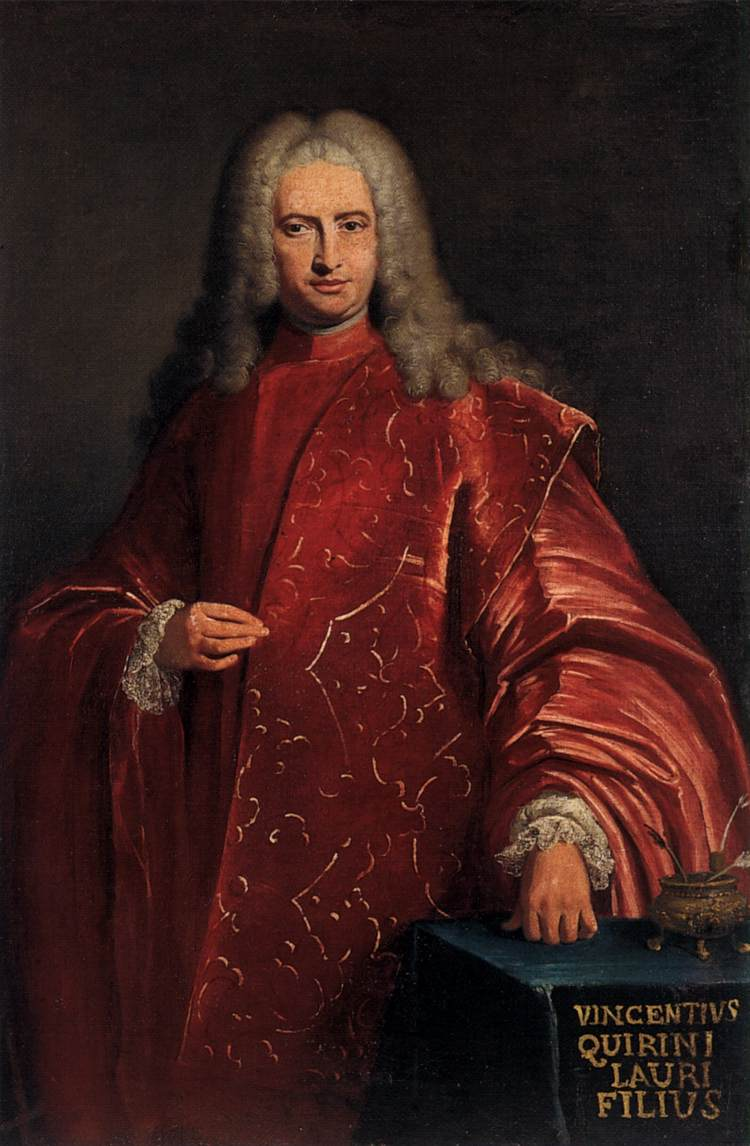
Портрет дожа Винченцо Кверини. 1730-е гг. Холст, масло. Музей Коррер, Венеция